# Höbersdorf

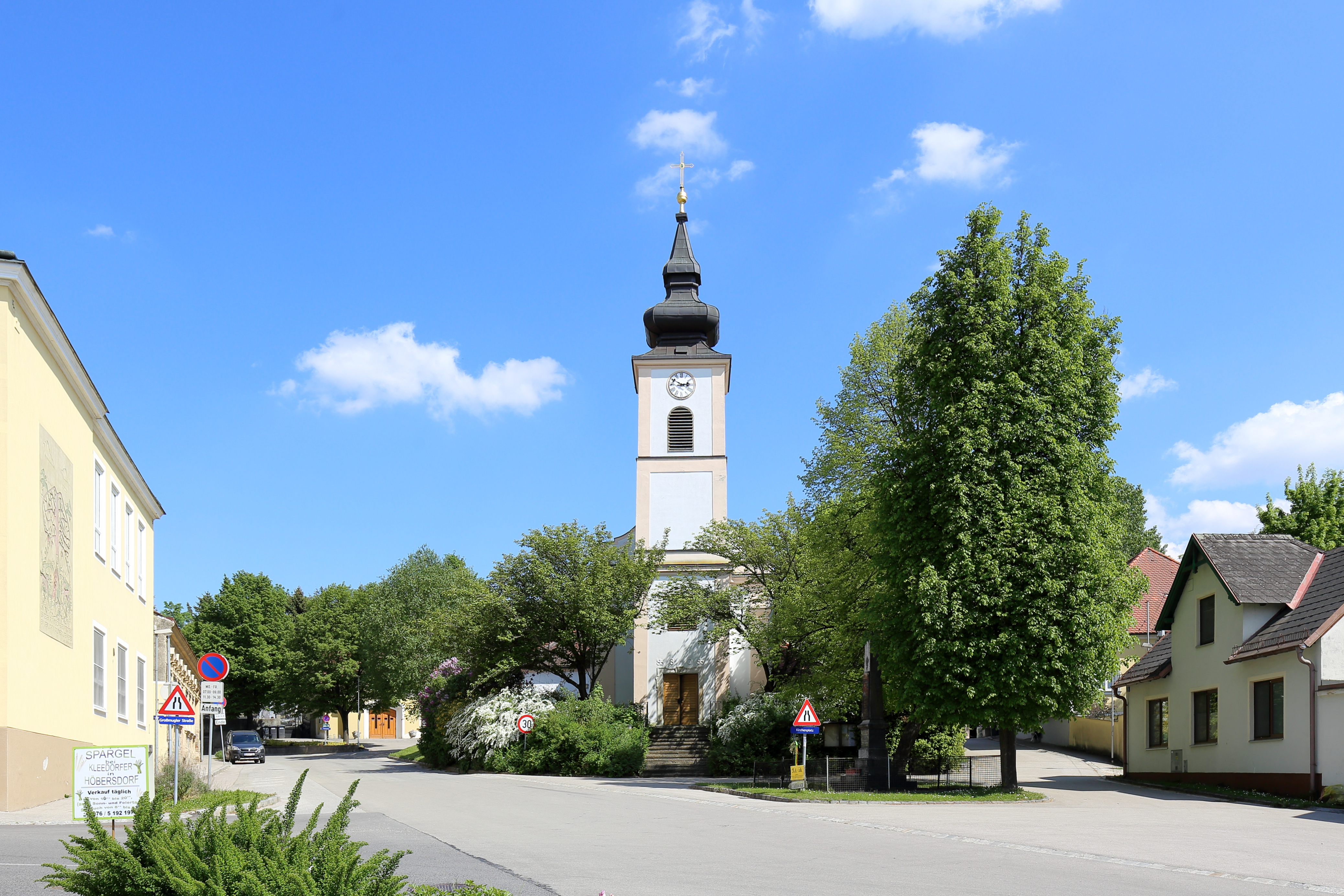
Kirchplatz mit der Pfarrkirche Höbersdorf

Höbersdorf ist eine von neun Katastralgemeinden der Marktgemeinde Sierndorf im Bezirk Korneuburg in Niederösterreich.

## Geschichte
Urkundlich wurde der Ort 1327 genannt. 1510 ging die Marktfreiheit verloren.
Im Jahr 1822 wurde der Ort als Markt mit 76 Häusern genannt, der über eine Pfarre und eine Schule verfügte. Die Herrschaft Kreutzenstein besaß die Ortsobrigkeit, übte die Landgerichtsbarkeit aus und besorgte die Konskription. Die Untertanen und Grundholde des Ortes gehörten der Staatsherrschaft Klosterneuburg.

### Bevölkerung
Die Ortschaft weist 2011 eine Bevölkerungsanzahl von 419 Einwohnern auf. Von den 419 Einwohnern haben 340 Bürger ihren Hauptwohnsitz und 79 ihren Zweitwohnsitz in Höbersdorf.

## Kultur und Sehenswürdigkeiten
- Katholische Pfarrkirche Höbersdorf hl. Johannes der Täufer: Die Pfarre besteht aus den zwei Dörfern Höbersdorf und Untermallebarn. Der Hauptsitz (Kirche und Pfarrheim) liegt in Höbersdorf. Hinter der Kirche ist ein Friedhof.
- In Untermallebarn gibt es eine große Kapelle, in der nur zu besonderen Anlässen Messen stattfinden.
- Kapelle mit Quelle
- Marterl: Gegenüber dem Bahnhof und entlang jeder Straße, die aus dem Ort führt.

## Wirtschaft und Infrastruktur
Laut Adressbuch von Österreich waren im Jahr 1938 in der Ortsgemeinde Höbersdorf ein Bäcker, ein Baumeister, ein Binder, ein Fleischer, ein Friseur, zwei Gastwirte, ein Gemischtwarenhändler, eine Milchgenossenschaft, eine Mühle, ein Schmied, ein Schneider, ein Schuster, ein Schweinehändler, eine Sparkasse, drei Viktualienhändler, ein Wagner und zahlreiche Landwirte ansässig.

### Bildung
Höbersdorf ist Sitz eines Niederösterreichischen Landeskindergartens. Die Kinder sind in drei Gruppen mit jeweils rund 20 Kindern unterteilt.

### Freizeit
Höbersdorf hat einen Anschluss an die Radroute Sierndorf, welche eine Strecke von insgesamt 35,5 km aufweist. Ausgehend von Höbersdorf kann man in Richtung Sierndorf oder Richtung Senning fahren. Entlang der Route finden sich viele Sehenswürdigkeiten und Gasthäuser.
Es gibt einen Fußballplatz sowie einen Kinderspielplatz.